# Distrito de Llacanora
El Distrito de Llacanora es uno de los 12 distritos de la provincia de Cajamarca ubicada en el departamento de Cajamarca, bajo la administración del Gobierno regional de Cajamarca, en el norte del Perú.
Desde el punto de vista jerárquico de la Iglesia católica forma parte de la diócesis de Cajamarca la cual, a su vez, pertenece a la arquidiócesis de Trujillo.

## Historia
El distrito fue creado mediante Ley del 2 de enero de 1857, en el gobierno de Ramón Castilla.

## Autoridades

### Municipales
- 2015-2018[3]
  - Alcalde: Wilder Quiliche Quiroz, de Cajamarca Siempre Verde (CSV).
  - Regidores: Luz Elvira Linares (CSV), Ermeregildo Estacio Huingo (CSV), Jesús Palacios Yopla (CSV), Vicente Casas Quiroz (CSV), SEgundo Alamiro Vásquez Quiroz (Fuerza Social).
- * 2011-2014
  - Alcalde: Jorge Sindulfo Lozano Mejia.
- * 2007-2010
  - Alcalde: Roberto Llamoga Ramírez.

### Religiosas
El distrito de Llacanora fue erigido como parroquia el 13 de marzo de 2013 y recibió el nombre de "Parroquia de san Juan Bautista", separándola desde entonces de la parroquia de Baños del Inca a la cual pertenecía.

## Festividades de la victoria
- Carnavales.
- San Juan Bautista
- Todos los Santos.
- Fiestas patrias